# فراج الراشد
فراج الراشد (مواليد 15 يوليو 2004) هو لاعب كرة قدم سعودي يلعب حالياً في نادي الجندل معار من نادي العروبة.

## مسيرة اللاعب
لعب في نادي العروبة وأعير إلى نادي الجندل في عام 2024.